# الحرس الأميري الكويتي
هيئة الحرس الأميري الكويتي واختصارًا: الحرس الأميري الكويتي؛ هي هيئة مستقلة عن الجيش والشرطة في دولة الكويت، يرجع تاريخها إلى القرن الثامن عشر، وهي أقدم قوة عسكرية كويتية، كانت تشكل العمود الرئيس للقوة المسلحة التابعة للكويت قبل تشكيل الجيش الكويتي بشكله الحديث. يتكوّن الحرس الأميري الكويتي من لواء واحد، ويتولّى أمر قيادته عسكري برتبة لواء بمسمّى معاون رئيس الأركان لهيئة الحرس الأميري، وقد عُيّن العميد الركن حمد عبد الله الصالح آمرًا للحرس الأميري في 20 نوفمبر 2020، بعد أن كان نائبًا لآمره السابق اللواء الركن فهد عبد الرحمن الزيد.
واجه الحرس الأميري الكويتي في تاريخه الكثير من الأحداث المهمة في تاريخ الكويت، منها في العصر الحديث: محاولة اغتيال أمير الكويت الشيخ جابر الأحمد في عام 1985، ومعركة قصر دسمان إبّان الغزو العراقي للكويت.